# ホップ・ステップ・ジャンプ (読者コーナー)
「ホップ・ステップ・ジャンプ」とは、かつて『週刊少年ジャンプ』誌上で連載されていた読者投稿・情報コーナー。連載期間は1969年21号から同年26号まで。
「ハレハレ笑学校」と並行して連載されていたコーナーで、似顔絵や読者からのお便りを掲載していたが、読者ページが重複していたためわずか6週で終了した。